# Da Strike
Da Strike är en låt av det svenska punkrockbandet Millencolin. Låten finns med på deras första studioalbum Same Old Tunes, men utgavs också som singel 1994. Singeln innehåller även låtarna "Softworld", "Shake Me (live)" och "Niap". De två sistämnda finns också utgivna på samlingsalbumet The Melancholy Collection.
Shake Me spelades in live i december 1994 av Magnus Dahlberg på Sveriges Radio P3.
Skivan utgavs på CD och 7"-vinyl av Burning Heart Records och även på CD av tyska Semaphore Records.
Skivans omslag är ritat av gitarristen Erik Ohlsson.

## Låtlista
CD-versionen
1. "Da Strike"
2. "Softworld"
3. "Shake Me" (live)
4. "Niap"

7"-versionen
- Sida A:

1. "Da Strike"
2. "Softworld"

- Sida B:

1. "Shake Me" (live)
2. "Niap"

## Medverkande musiker
- Mathias Färm - gitarr
- Fredrik Larzon - trummor
- Erik Ohlsson - gitarr, omslagsbild
- Nikola Sarcevic - sång, bas
- Fredrik Folcke - saxofon

## Listplaceringar
| Lista (1995) | Topplacering |
| ------------ | ------------ |
| Sverige      | 19           |